# Drapeau de Ceuta
Le drapeau de Ceuta, ville autonome espagnole enclavée sur la côte du Maroc, se compose de huit triangles alternés noirs et blancs (gironné d’argent et de sable, en vocabulaire héraldique), avec un écu des armes de la ville en son centre.

## Présentation
Ces armes sont identiques à celles du royaume du Portugal et le gironné noir et blanc pareil à celui du drapeau de Lisbonne, en souvenir de la conquête de la ville, prise par les Portugais au royaume du Maroc en 1415. Le gironné est une partition héraldique fréquente pour les villes portugaises.